# Воскрешение Гевина Стоуна
«Воскрешение Гевина Стоуна» (англ. The Resurrection of Gavin Stone) — американская христианская комедия-драма с Бреттом Далтоном, Анджелой Джонсон-Рейес, Нилом Флинном, Д. Б. Суини и Шоном Майклзом в главных ролях. Режиссёр фильма — Даллас Дженкинс. Фильм вышел в США 20 января 2017 года.

## Сюжет
Бывший ребёнок-звезда Гевин Стоун попадает в неприятности с законом и вынужден проходить исправительные работы в церкви, где он притворяется христианином, чтобы сыграть роль Иисуса в театральной постановке. Фильм рассказывает о переоценке ценностей, дружбе и немного о любви.

## В ролях
- Бретт Далтон — Гевин Стоун
- Анджела Джонсон-Рейес — Келли Ричардсон
- Нил Флинн — Уэйлон Стоун
- Шон Майклз — Даг
- Д. Б. Суини — пастор Аллен Ричардсон
- Тим Франк — Джон Марк
- Лайам Мэтьюз — Чарльз
- Кристофер Малеки — Майк Миэра
- Патрик Гагнон — Антоний

## Производство
Когда Дженкинс искал актёра на главную роль, его сын, фанат сериала Агенты «Щ.И.Т.», предложил Бретта Далтона. Дженкинс не был знаком с работой актёра, но предложил его кастинг-директору, который пригласил актёра на главную роль после первого же прослушивания. Дженкинс объявил на своей странице в Фейсбуке, что съёмки фильма начнутся в мае 2015 года. Фильм сняли за 20 дней, видео со съёмок было опубликовано на канале фильма в YouTube.

## Релиз фильма
29 июня 2015 года было объявлено, что WWE Studios выкупила права на показ фильма. 20 июля 2016 года Vertical Church Films объявили, что выход фильма состоится 20 января 2017.

## Критика
На агрегаторе рецензий Rotten Tomatoes рейтинг одобрения составляет 54 % на основе 13 отзывов со средней оценкой 5,3 из 10.